# زوجة الأسقف (فلم)
زوجة الأسقف (بالإنجليزية: The Bishop's Wife) هو فيلم كوميدي تم إنتاجه في الولايات المتحدة وصدر في سنة 1947.

## القصة
تدور قصة فيلم زوجة الأسقف حول القس هنري بروم (David Niven)، فهو القس الذي تم تعيينه مؤخرًا، وما يعاني منه هو صعوبة وجود المال اللازم معه هو وزوجته لكي يبنوا كاتدرائية جديدة. فزوجته جوليا (Loretta Young) في حاجة لسكنها القديم، فهي لم ترتاح في سكنها الجديد في الحي الفقير الذي تعيش فيه في تلك المدينة. ولكن زوجها هنري مشغول عنها تمامًا بالمهام الجديدة.
وفي يوم ما أثناء صلاته ظهر له الملاك دادلى (Cary Grant)، ولكنه ظهر في صورة إنسان، وقد قال له أنه جاء لكي يساعده ويحل مما يمر به. وقال له أيضًا سيظل معه طالما هو في حاجة له، وبما أن هنري لم يكن لديه وقت كافي للاهتمام بزوجته فقد كان دادلي هو صديقها الذي يقوم بالترفيه عنها.
وهنا ظهرت الشخصية الجديدة السيدة هاميلتون (Gladys Cooper) التي ساهمت في بناء الكاتدرائية الجديدة. ولكنها في البداية قدمت العديد من الشروط والطلبات لكي تعطي أموالها للكاتدرائية الجديدة، وعلى الرغم من استياء هنري من تلك الشروط إلا أنه اضطر إلى أن يتنازل عن بعض من معتقداته ومبادئه لكي يحصل على الأموال.
ويظل الملاك دادلي يقوم بدوره في محاولة الصلح بين جميع الأطراف، فهو كان يقوم بالتخفيف عن جوليا ويسمع لها ويحاول اقناعها بأن ما يقوم به زوجها أمر مقدس ويحبه الرب. وفي نفس الوقت كان يعاون هنري فيما يقوم به ويحاول قدر الإمكان حل مشاكله أو الحد منها في بعض الأمور. وأيضًا الملاك دادلي كان له طرق خاصة به لكي يحصل على الأموال من السيدة هاميلتون دون أن ينفذ شروطها. وتدور أحداث الفيلم إلى أن يأتي عيد الميلاد المجيد فيقوم دادلي بسحر هامليتون لكي يوفر عيد ميلاد مجيد سعيد للجميع وبالأخص لهنري وجوليا.

## بطولة
- كاري غرانت
- ديفيد نيفن

### ترشيحات وجوائز
| السنة | الحدث  | الفئة     | النتيجة |
| ----- | ------ | --------- | ------- |
|       | أوسكار | أفضل فيلم | ترشـيـح |

## وصلات خارجية
- مقالات تستعمل روابط فنية بلا صلة مع ويكي بيانات